# Siagonium stacesmithi
Siagonium stacesmithi är en skalbaggsart som först beskrevs av Hatch 1957.  Siagonium stacesmithi ingår i släktet Siagonium och familjen kortvingar. Inga underarter finns listade i Catalogue of Life.